# Uraecha bimaculata
Uraecha bimaculata es una especie de escarabajo longicornio del género Uraecha, tribu Monochamini, subfamilia Lamiinae. Fue descrita científicamente por Thomson en 1864.

## Descripción
Mide 12,5-25 milímetros de longitud.

## Distribución
Se distribuye por China, Japón y Corea.